# Gonioprocris
Gonioprocris là một chi bướm đêm thuộc họ Zygaenidae.

## Các loài
- Gonioprocris megalops (Druce, 1884)
- Gonioprocris xena Jordan, 1913